# 알프레트 아벨

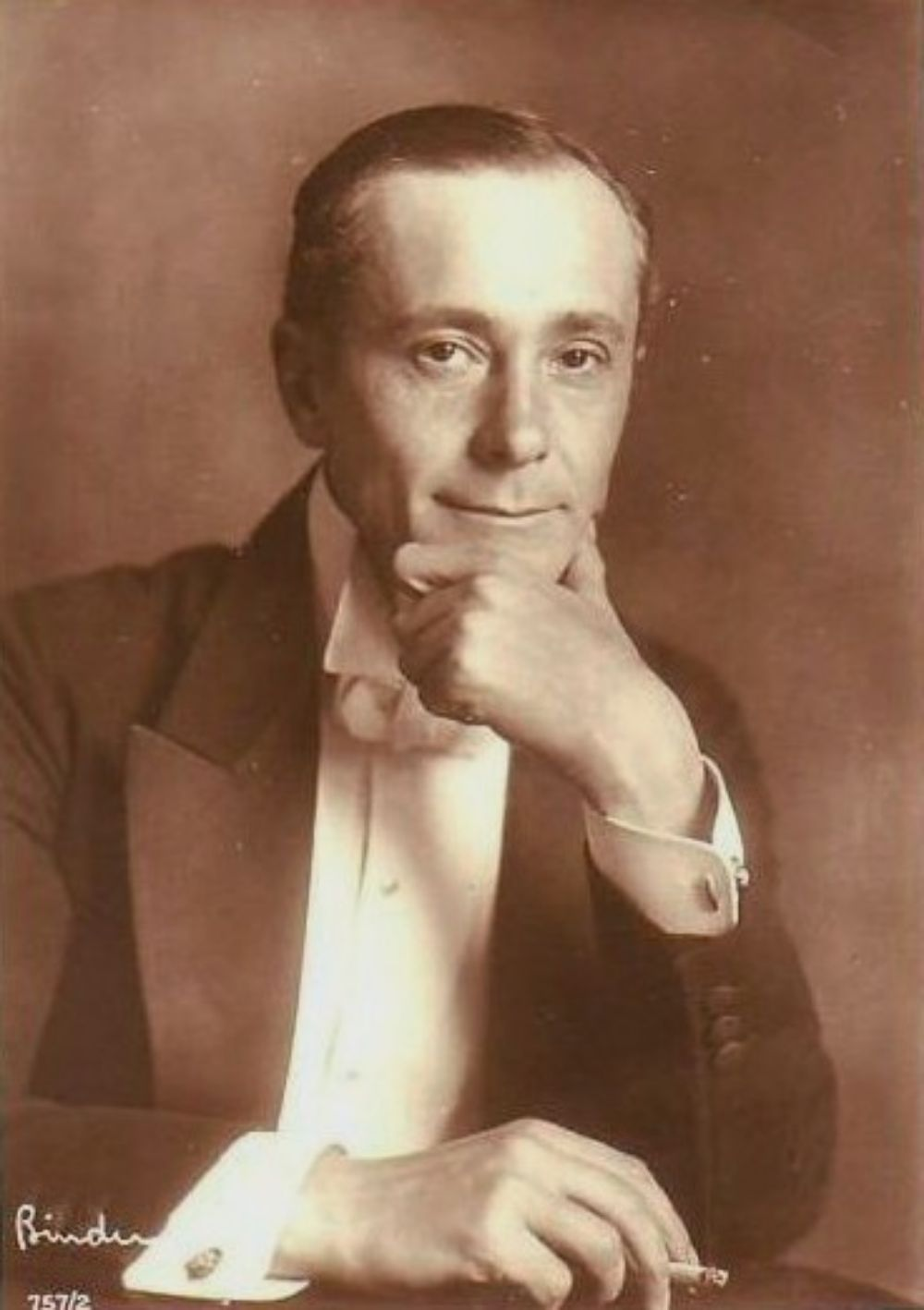

알프레트 아벨(Alfred Abel, 1879년 3월 12일 ~ 1937년 12월 12일)은 독일의 배우이다. 프리츠 랑 감독의 《메트로폴리스》를 비롯해 100편이 넘는 무성 영화와 유성 영화에 출연했다.
라이프치히에서 태어났으며 베를린에서 사망하였다. 사인은 질병이다.

## 영화
- 춤추는 의회 (1931년)
- 메리 (1930년)
- 돈 (1928년)
- 메트로폴리스 (1927년)
- 유령 (1922년)
- 불타는 대지 (1922년)
- 마부제 박사 (1922년)